# シュンラン属
シュンラン属(Cymbidium)は、単子葉植物ラン科の植物の属である。多くの観賞用の種を含む。日本産のものはヘツカランを例外として他は地生ラン、つまり土壌に根を下ろして生活している。熱帯地方には着生植物になるものも多い。

## 特徴
偽球茎（バルブ）は球形から楕円形など、丸っぽく、株に比べて小さいのが普通。葉はとても細長いものが多数ついて、全体としてはイネ科の草のような感じになるものが多い。匍匐茎はほとんどなく、前の成長期に形成された偽球茎の下部の節から出た芽は、その茎のほとんど全体が偽球茎となり、株立ちになる。根は太くて長い。
花は偽球茎の根元から出た花茎に穂状に、あるいは1輪だけつく。外花被は楕円形で開き気味、側弁2枚は蕊柱を抱えるように閉じ気味、唇弁は基部は左右が蕊柱を受けるように曲がり、先の方はやや開く。シュンラン属全体を見渡した受粉生態は十分明らかになっていないが、中国南部原産のキンリョウヘンはトウヨウミツバチのフェロモン類似物質を分泌し、交尾のために巣を離れた雄、あるいは分蜂群を誘引し、送粉者として利用することが知られている。このため、トウヨウミツバチの日本産亜種であるニホンミツバチの研究者やアマチュア研究家、飼育愛好家は近年、キンリョウヘンの花を利用してニホンミツバチの分蜂群を誘引して新しい飼育群を得る技術を使うようになってきている。
日本から中国、東南アジアにかけて分布する。

## 利用
多くの種が観賞用に栽培されている。
中国では、非常に古い時代からこの属の植物を蘭と呼び、これを栽培し、鑑賞することが行われ、士大夫などの教養ある趣味とみなされてきた。この慣習は日本にも流入して、今日では東洋ランと呼ばれている園芸の分野を形成した。日本ではこの流れの中で日本産のシュンラン・カンランなども栽培されるようになった。東洋ランは大きく２つに分かれ、花を鑑賞するものを花物、葉を鑑賞するものを柄物という。
花物は中国のチュウゴクシュンラン（中国春蘭）とイッケイキュウカ（一茎九花）に始まり、日本ではシュンランとカンランに多くの品種がある。
柄物は中国では、ホウサイラン・コラン・メランなどの品種の葉変わりものを鑑賞することから始まる。これらはまとめて恵蘭と総称される。日本でもシュンランなどに多数の品種がある。
他方、熱帯性の豪華な花をつけるラン科植物がヨーロッパで栽培されるようになったものが洋ランである。この属の洋ランは属の学名の英語発音からシンビデューム（シンビジュームとも）と呼ばれる（本来のラテン語発音はキンビディウムに近い）。東南アジア原産の着生種を主体とする多くの種と、それらの交配による多数の園芸品種が作出されている。

## 分類
日本から中国、東南アジアまで広く分布する。
日本には以下の種がある。
- シュンラン　C. goeringii

北海道から九州の山野に普通。日本春蘭として東洋ランのひとつ。
- カンラン C. kanran

本州南部以南に稀産する。寒蘭として東洋ランの一つ。
- ナギラン C. lancifolium

森の林床に生育。葉の幅が広く、ナギの葉に似るとの名称。初夏に咲く。
- アキザキナギラン C. javanicum

葉はナギランに似るが、花は花被片がやや幅広く淡い黄緑色で秋咲き。紀伊半島以南に分布。徳之島と沖縄島のものは大型で花期も異なることから、オオナギランとして区別する見解もある。
- マヤラン C. macrorhizon

ナギランによく似た形態であるが、腐生植物であり、外見的には葉がない。
- サガミラン C. aberrans

マヤランと同様の腐生植物。
- ヘツカラン C. dayanum var. austro-japonicum

九州南部以南の樹上に着生。
ほかに、ハルカンランと呼ばれるものがあり、カンランとシュンランの雑種であると考えられている。春に開花し、やや花弁の広いカンラン様の花を数輪つける。